# LEDA 2108986
LEDA 2108986，也以其凱斯西儲大學名稱「凱斯星系611」（“CG 611”）而聞名，是一個極其孤立的早期型矮星系，其中嵌入的螺旋結構位於可能是中等規模的盤面中。該星系於1987年由Sanduleak和Pesch在牧夫座空洞內發現，距離地球約45.7百萬秒差距（149,000,000光年），而且在250萬秒差距內沒有顯著的鄰居。
該星系可能與矩形星系LEDA 74886相對應，因為它們似乎都包含一個中等尺度的盤面。在LEDA 74886的情况下，該盤面的方向與我們的視線邊緣對齊。    眾所周知，「早期型星系」包含橢圓星系（E），沒有實質性的恆星盤（可能只是一個小的核盤）和透鏡星系（S0），它們的大尺度盤面在大半徑處主導著光度。連接這兩種星系的是ES星系，在最近的研究中，它們被稱為「Ellicular」星系。

## 重要性
LEDA 2108986吸積了一個氣體盤，該氣體盤相對於其恆星盤反向旋轉。它還在這個恆星盤中顯示了一個年輕的螺旋圖案。
星系團中的一些矮早期型星系存在這種微弱的盤結構和旋轉，這通常被認為是它們在經歷星系團誘導的轉變之前，曾經是晚期螺旋星系或矮不規則星系的證據，這種轉變被稱為星系騷擾。  LEDA 2108986的極端孤立證明了矮早期型星系可以通過吸積事件建立，而不是「星系騷擾」模型中的盤剝離情况。  